# Ferdinand Deppe
Paul Ferdinand Deppe (Berlijn 20 oktober 1795 – Berlin-Charlottenburg 3 februari 1861) was een Duitse landschapsarchitect, natuuronderzoeker, verzamelaar, handelaar en schilder. Hij is de ontdekker van de Moho apicalis.

## Jeugd en opleiding
Ferdinand Deppe werd geboren als de zoon van de handelaar Ferdinand Erneste Pierre Deppe, afkomstig uit Leistenau in West-Pruisen, en Magdelaine Fréderique Houfselle uit Königsberg.
Zijn opleiding genoot hij in de tuinen van Graz, Wenen, Kassel en München, om daarna zijn tuinbouwkundige bezigheden in Berlijn voort te zetten.

## Carrière
Vanaf 1825 nam hij deel aan een ontdekkingsreis naar Mexico. Zijn jongere broer Pierre Guillaume Deppe was werkzaam in het Berlijnse Zoölogisch Museum als penningmeester, die ook in 1830 Preis-Verzeichniss der Säugethiere, Vogel, Amphibien, Fische und Krebse, welche von den Herren Deppe und Schiede in Mexico gesammelt worden, und bei dem unterzeichneten Bevollmächtigten in Berlin gegen baare Zahlung in Preuss. Courant zu erhalten sind publiceerde. Dit werk bevatte ook enkele voor de wetenschap nieuwe vogelsoorten.
Toen Jacob Wilhelm Karl von Witzleben in 1837 overleed, kocht Ferdinand Deppe zijn bezit, dat grensde aan het Lietzenmeer. Ter ere van de overledene noemde hij het Witzleben, een naam die tegenwoordig nog een tramstation in Berlin-Charlottenburg tooit. Samen met de kunst- en handelstuinier en brandverzekeringsdirecteur Heinrich Ohse leidde hij tot september 1844 een handelstuinbouwbedrijf. Na het afscheid van Ohse voerde hij verder de bedrijfsleiding.

## Expedities

### Expeditie-deelnemers
De expeditie naar Midden-Amerika bestond uit de baron Sebastian Albert von Sack, initiatiefnemer en geldschieter en stimulant van zijn bediende Wilhelm Müller, die na de aankomst in Midden-Amerika overleed aan geelzucht, de medewerker van het Zoölogisch Museum Berlijn Häberlein, die vooreerst naar Colombia reisde en Ferdinand Deppe. Baron von Sack was voornemens om tot oktober 1825 in Mexico-Stad te blijven en van daar uit Guatemala, Nicaragua en vanaf het eerste kwartaal van 1826 Colombia, Chili en Peru te verkennen.

### Mexico
Deppe, die op initiatief van geldschieter baron von Sack deelnam, vertrok in oktober 1824 van Engeland via Jamaica naar Mexico en arriveerde half november 1824 in Alvarado. Deppe's ontdekkingsreis begon half december 1824 en eindigde met de verscheping van het grootste deel van de verzameling naar Duitsland en zijn vertrek uit Mexico in maart/april 1827 en een verdere reis naar Californië. Deppe schreef reisverslagen, waarvan de laatste in januari 1827 Martin Lichtenstein in Berlijn bereikte.
Van 1828 tot 1830 verkende hij met Christian Julius Wilhelm Schiede de federale staat Veracruz, aangezien beiden van plan waren, met de vondsten te handelen. Diederich Franz Leonhard von Schlechtendal beschreef planten uit deze verzamelingen. Kort voor het einde van de expeditie ontdekte hij in september 1826 tussen Tehuacán en Teotepec onbekende nachtschade-soorten en cactussen. Delen van zijn verzameling werden verstuurd naar het Zoölogisch Museum Berlijn en daar bewerkt.
In 1828 ontstond ook een schets van Deppe van de San Gabriel Mission (Californië), die hij in 1832 in een olieverfschilderij op linnendoek omzette. Het is het eerste schilderij, dat ontstond van de talrijke Californische missies, dat zich tegenwoordig bevindt in het bestand van de Santa Barbara Mission Archive Library.

### Californië
Internationale betekenis heeft zijn in 1836 vergaarde verzameling van korfwerkstukken van de in Californië levende indianen, die zich bevinden in het Etnologisch Museum in Berlin-Dahlem.

### Hawai
In 1837 verzamelde Deppe drie exemplaren van de Moho apicalis in de heuvels van het eiland Oahu, het laatste bewijs van de door John Gould in 1860 voor de eerste keer wetenschappelijk beschreven vogels.

## Verzameling
De van de expeditie vergaarde verzamelingsstukken bevinden zich in het museum voor natuurkunde in Berlijn en werden vroegtijdig geregistreerd door onder andere William Swainson, Johann Georg Wagler, Karel Lucien Bonaparte, John Gould, Heinrich Gustav Reichenbach, Hermann Schlegel en Philip Lutley Sclater. Zijn herbarium werd na zijn dood ondergebracht in het Smithsonian Institution.

## Naamgeving

### Vogels
Adriaan Joseph van Rossem benoemde in 1934 een ondersoort van de blauwgrijze muggenvanger (Polioptila caerulea deppei) naar Deppe. Lionel Walter Rothschild gebruikte in 1905 Psittirostra psittacea deppei, een naam die tegenwoordig als synoniem staat voor de nominaatvorm van de O'u. De naam Tringa deppii die zijn broer in zijn prijscatalogus gebruikte, telt tegenwoordig als synoniem voor de Bairds strandloper (Calidris bairdii) (Elliott Coues, 1861)

### Reptielen
Arend Friedrich August Wiegmann benoemde in 1828 de boomhazelwormensoort Abronia deppii en in 1834 een teju-soort Aspidoscelis deppii. André Marie Constant Duméril droeg in 1853 de tot de colubriden behorende soort Pituophis deppei aan hem op, in 1883 deed dit Marie Firmin Bocourt de eveneens tot de colubriden behorende soort Tantilla deppei.

### Zoogdieren
In 1863 beschreef de toenmalige directeur van het Berlijns museum, Wilhelm Peters onder andere Sciurus deppei (een eekhoornsoort).

### Vissen
Johann Jacob Heckel benoemde in 1840 een Herichthys-soort Herichthys deppii (een cichlidensoort).

### Planten
Twee plantengeslachten zijn met zijn naam verbonden. Zo benoemden Diederich Franz Leonhard von Schlechtendal en Adelbert von Chamisso in 1830 een geslacht van de sterbladigenfamilie Deppea. In het volgende artikel benoemden ze dan een kruisdistelsoort Eryngium deppeanum. In 2012 splitsten Attila Lajos Borhidi en Szilvia Stranczinger van Deppea enkele soorten af en noemden het nieuwe geslacht Deppeopsis.
Ernst Gottlieb von Steudel benoemde in 1841 de jeneverbessoort Juniperus deppeana en Tillandsia deppeana, een synoniem van de Vrieseasoort Vriesea rubra naar hem. George Loddiges benoemde in 1828 de klaverzuring Oxalis deppei en in 1830 de orchideesoort Lycaste deppei. Pierre Edmond Boissier benoemde in 1860 een wolfsmelksoort Euphorbia deppeana. Acalypha deppeana, een naam die 1832 gebruikt werd door Schlechtendal, wordt tegenwoordig als synoniem gezien voor Acalypha schiedeana uit de wolfsmelkfamilie. De door Karl Johann August Müller in 1854 benoemde soort Vittaria deppeana is tegenwoordig een synoniem voor Vittaria lineata. Christian Friedrich Lessing benoemde in 1832 Vernonia deppeana, een synoniem voor Vernonia patens. Michel Félix Dunal benoemde in 1852 een tot de nachtschaden behorende soort Solanum deppei. Joseph zu Salm-Reifferscheidt-Dyck benoemde in 1834 een Cereussoort Cereus deppei. Christian Gottfried Daniel Nees von Esenbeck benoemde in 1854 een grassensoort Arundinella deppeana.

## Onderscheidingen
Voor zijn deelname aan de bevrijdingsoorlogen 1813-1815 werd hij onderscheiden met het IJzeren Kruis 2e klasse.

## Overlijden
Ferdinand Deppe overleed in februari 1861 op 65-jarige leeftijd.